# Шульга Максим Костянтинович
Макси́м Костянти́нович Шульга́ (23 березня 1991 — 26 серпня 2014) — сержант Збройних сил України, учасник російсько-української війни.

## Життєпис
Народився 1991 року в місті Луцьк. 2006 року закінчив 9 класів луцької ЗОШ № 25. Здобував освіту у Волинському технікумі Національного університету харчових технологій, проте своє призначення знайшов у військовій справі. 2010 року призваний на військову службу за контрактом, головний сержант-командир відділення, 80-та окрема десантно-штурмова бригада.
2011 року брав участь у міжнародних військових навчаннях у Німеччині. З квітня 2014-го брав участь в антитерористичній операції на сході України.
26 серпня 2014-го загинув під час ведення бойових дій біля села Новосвітлівка. У певних джерелах вказується, що загинув під час боїв за Іловайськ. Зазнав множинних осколкових поранень, накривши собою побратима, під час вчиненого російсько-терористичними угрупуваннями обстрілу позицій українських військ. По дорозі до аеропорту бронетранспортер потрапив під танковий обстріл; водій здійснив маневр та з'їхав з дороги у ліс, але там бойова машина вийшла з ладу та зупинилась. Через інтенсивний обстріл до бійців не могла дістатися підмога; Максим зазнав поранень, від яких і помер.
Без Максима лишились батьки, брат.
Похований у селі Гаразджа Луцького району 30 серпня 2014 року.

## Нагороди та вшанування
За особисту мужність і героїзм, виявлені у захисті державного суверенітету та територіальної цілісності України, вірність військовій присязі під час російсько-української війни, відзначений — нагороджений
- орденом «За мужність» III ступеня (посмертно)
- нагрудним знаком «За оборону Луганського аеропорту» (посмертно)
- 20 грудня 2015-го у Луцьку на будинку, у якому проживав Максим, встановлено меморіальну дошку
- Його портрет розміщений на меморіалі «Стіна пам'яті полеглих за Україну» в Києві: секція 3, ряд 2, місце 26
- Вшановується 26 серпня на щоденному ранковому церемоніалі вшанування українських захисників, які загинули цього дня в різні роки внаслідок російської збройної агресії[1]
- нагороджений відзнакою «Народний Герой України» (жовтень 2020; посмертно).
- Почесний громадянин міста Луцька (2018; посмертно)